# PalaCampanara
Il Padiglione D della fiera di Pesaro, dal 2018 intitolato a Nino Pizza, ma conosciuto anche come PalaCampanara o PalaFiera, noto anche come PalaMegabox per ragioni di sponsorizzazione, è un'arena coperta di Pesaro.
Attualmente casa dell'Italservice Calcio a 5, in passato ha ospitato gli incontri casalinghi della Robursport Volley Pesaro e del Volley Pesaro.
Questo impianto ha sostituito quello del PalaDionigi che è stato fino al 2008-2009 il terreno di gioco della Robursport Volley Pesaro.
Il palazzetto si trova nel quartiere fieristico della città di Pesaro (situato nel quartiere Campanara da cui il nome), vicino alla più nota Adriatic Arena.
Dalla stagione 2023-24 della Serie A1 ospita le partite casalinghe della Megavolley squadra di pallavolo femminile di Vallefoglia, la cui proprietà sponsorizza il palazzetto dello sport. 